# Јерихонска кула
Јерихонска кула је кула од 8,5 метара направљена од необрађеног камена, изграђена у прекерамичком неолиту А, око 8.000 година пре нове ере. Један је од најстаријих камених споменика човечанства.
Зид Јерихона је открио Џон Гарстенг током ископавања у периоду од 1930. до 1936. године. Он је изнео да су то остаци Јерихона описани у Књизи Исуса Навина у Библији и да припадају периоду око 1.400 година пре нове ере. Кетлин Кенјон је открила кулу подигнуту уз зид унутар града током ископавања између 1952. и 1958. године у сонди I. Кенјон је изнела доказе да су обе грађевине много старије од претпоставке Гарстенга, да заправо припадају неолиту (последњем делу каменог доба) и да су део прото-града. Сама кула наглашава значај Јерихона.

## Структура
Кула је изграђена од необрађеног камена, са унутрашњим степеништем од двадесет два степеника. Има пречник од скоро 9 метара у основи, али се смањење до 7 метара у горњем делу зида. Просечна дебљина зидова износи око 1,5 метар. Верује се да је за подизање куле било потребно 11.000 радних дана.

## Сврха
Кула је протумачена као утврђење, анти-поплавни систем, ритуални центар и политички симбол.
Новија истраживања Рана Баркаиа и Роја Лирана са Универзитета у Тел Авиву су показала астрономску и друштвену сврху изградње куле. Изнели су да је ово рани пример етноастрономије, користећи рачунарску симулацију да покажу да сенке од суседне планине прво додирују кулу током летње равнодневнице и онда се шире по целом граду. Имајући у виду да није било познатих инвазија на овом подручју током изградње, одбрамбена сврха куле се преиспитује. Није пронађен укоп у кули, што значи да није служила ни као гроб.
У интервјуу за локалне новине, Баркаи је изнео да је кула служила да изазове поштовања и да привуче људе на тежак начин живота који је настајао са развојем пољопривреде и друштвене хијерархије. У закључку наводи, "Верујемо да је ова кула један од механизама да се мотивишу људи да учествују у заједничком животу".